# Apamea lysis
Apamea lysis är en fjärilsart som beskrevs av Fawcett 1918. Apamea lysis ingår i släktet Apamea och familjen nattflyn. Inga underarter finns listade i Catalogue of Life.